# Temporada da WTA de 1988
O WTA Tour de 1988 foi a turnê de elite do tênis feminino profissional organizado pela Women's Tennis Association (WTA) para a temporada de 1988.
O WTA Tour de 1988 incluiu os quatro torneios Grand Slam, o WITA Tour Championships e os eventos WTA Categorias 1 a 6. Os torneios da ITF não faziam parte do WTA Tour, embora atribuíssem pontos para o WTA World Ranking.
A turnê foi regida pelo Conselho Internacional de Tênis Profissional Feminino (WIPTC), uma cooperação entre a "Women's International Tennis Association" (WITA), "International Tennis Federation" (ITF) e torneios reconhecidos. A Philip Morris patrocinou a turnê com sua marca Virginia Slims.
Steffi Graf se tornou a primeira jogadora individual da história a vencer o Golden Slam ao conquistar os títulos de simples do Australian Open, Aberto da França, Wimbledon e US Open, junto com a medalha de ouro olímpica. A derrota de Graf para Pam Shriver nas semifinais do Virginia Slims Championships a privou de um Super Slam.

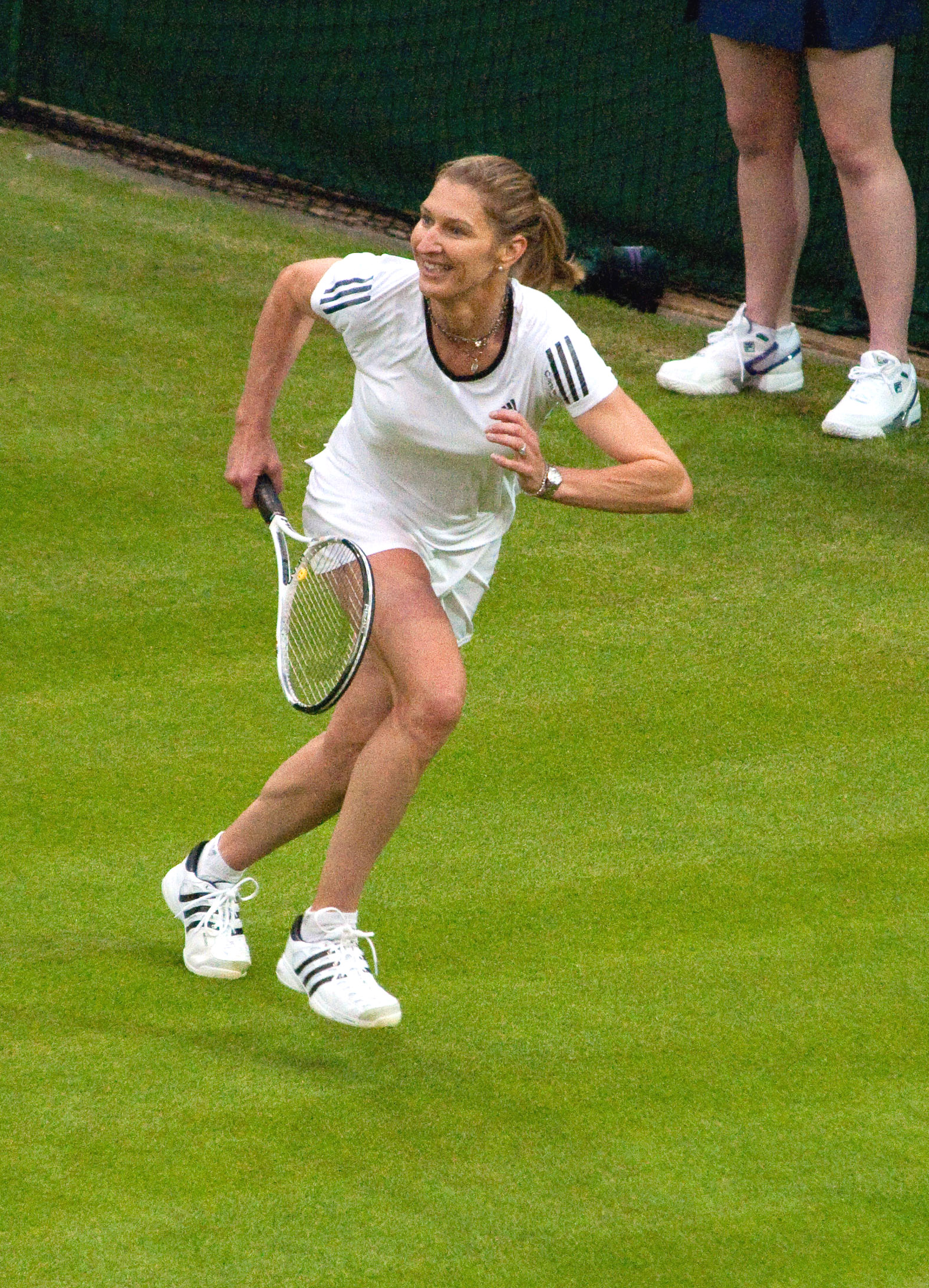
Steffi Graf ganhou 11 títulos na temporada.

## Ranking de final de ano
Lista das 20 primeiras do ranking de final de ano da WTA de 1988 (19 de dezembro de 1988) em competições de simples e duplas:
| Ranking de simples de final de ano | Ranking de simples de final de ano | Ranking de simples de final de ano | Ranking de simples de final de ano | Ranking de simples de final de ano |
| ---------------------------------- | ---------------------------------- | ---------------------------------- | ---------------------------------- | ---------------------------------- |
| Nº                                 | Jogadora                           | Pontos                             | 1987                               | F                                  |
| 1                                  | Steffi Graf (FRG)                  | 325.7833                           | 1                                  | =                                  |
| 2                                  | Martina Navratilova (USA)          | 211.8887                           | 2                                  | =                                  |
| 3                                  | Chris Evert (USA)                  | 161.8657                           | 3                                  | =                                  |
| 4                                  | Gabriela Sabatini (ARG)            | 145.2492                           | 6                                  | +2                                 |
| 5                                  | Pam Shriver (USA)                  | 120.6795                           | 4                                  | -1                                 |
| 6                                  | Manuela Maleeva-Fragnière (BUL)    | 82.6617                            | 8                                  | +2                                 |
| 7                                  | Natasha Zvereva (URS)              | 82.5276                            | 19                                 | +12                                |
| 8                                  | Helena Suková (TCH)                | 80.2134                            | 7                                  | -1                                 |
| 9                                  | Zina Garrison (USA)                | 68.3145                            | 9                                  | =                                  |
| 10                                 | Barbara Potter (USA)               | 60.4733                            | 12                                 | +2                                 |
| 11                                 | Katerina Maleeva (BUL)             | 58.1541                            | 13                                 | +2                                 |
| 12                                 | Claudia Kohde-Kilsch (FRG)         | 57.1342                            | 10                                 | -2                                 |
| 13                                 | Lori McNeil (USA)                  | 54.5813                            | 11                                 | -2                                 |
| 14                                 | Stephanie Rehe (USA)               | 47.6667                            | 28                                 | +14                                |
| 15                                 | Mary Joe Fernández (USA)           | 46.7500                            | 20                                 | +5                                 |
| 16                                 | Larisa Savchenko (URS)             | 45.2000                            | 24                                 | +8                                 |
| 17                                 | Sylvia Hanika (FRG)                | 43.1330                            | 14                                 | -3                                 |
| 18                                 | Arantxa Sánchez Vicario (ESP)      | 42.7813                            | 54                                 | +36                                |
| 19                                 | Helen Kelesi (CAN)                 | 40.6579                            | 32                                 | +13                                |
| 20                                 | Pascale Paradis (FRA)              | 38.2083                            | 103                                | +83                                |

| Ranking de duplas de final de ano | Ranking de duplas de final de ano | Ranking de duplas de final de ano | Ranking de duplas de final de ano | Ranking de duplas de final de ano |
| --------------------------------- | --------------------------------- | --------------------------------- | --------------------------------- | --------------------------------- |
| Nº                                | Jogadora                          | Pontos                            | 1987                              | F                                 |
| 1                                 | Martina Navratilova (USA)         | 447.7693                          | 1                                 | =                                 |
| 2                                 | Pam Shriver (USA)                 | 387.3688                          | 2                                 | =                                 |
| 3                                 | Gabriela Sabatini (ARG)           | 278.7871                          | 5                                 | +2                                |
| 4                                 | Helena Suková (TCH)               | 250.3829                          | 6                                 | +2                                |
| 5                                 | Steffi Graf (FRG)                 | 217.3968                          | 13                                | +8                                |
| 6                                 | Gigi Fernández (USA)              | 214.0572                          | 20                                | +14                               |
| 7                                 | Zina Garrison (USA)               | 211.8664                          | 7                                 | =                                 |
| 8                                 | Claudia Kohde-Kilsch (FRG)        | 202.8296                          | 3                                 | -5                                |
| 9                                 | Larisa Savchenko (URS)            | 196.0084                          | 11                                | +2                                |
| 10                                | Lori McNeil (USA)                 | 190.2514                          | 4                                 | -6                                |
| 11                                | Natasha Zvereva (URS)             | 177.0948                          | 94                                | +83                               |
| 12                                | Betsy Nagelsen (USA)              | 168.0760                          | 14                                | +2                                |
| 13                                | Jana Novotná (TCH)                | 158.0526                          | 24                                | +11                               |
| 14                                | Katrina Adams (USA)               | 154.1429                          | 105                               | +91                               |
| 15                                | Robin White (USA)                 | 150.5205                          | 17                                | +2                                |
| 16                                | Jill Hetherington (CAN)           | 145.8150                          | 91                                | +75                               |
| 17                                | Wendy Turnbull (AUS)              | 138.7857                          | 15                                | -2                                |
| 18                                | Patty Fendick (USA)               | 131.9659                          | 71                                | +53                               |
| 19                                | Chris Evert (USA)                 | 122.5000                          | 30                                | +11                               |
| 20                                | Elizabeth Smylie (AUS)            | 121.3810                          | 8                                 | -12                               |